# Бота (мера объёма)
Бота, ботта, ботте, ботт (исп. bota — небольшой бурдюк, итал. botte — бочка, англ. butt — большая бочка, двойной хогсхед) — средневековая мера объёма, использовавшаяся в странах Средиземноморья, прежде всего в Италии и Морских республиках (Венеция, Флоренция, Генуя) — ботте (ботта), а также в Испании — бота.
Значение боты в разных странах было различным, от 400 до 1000 литров. Наиболее распространённым считается значение около 500 литров. Аналогична русской мере объёма «бочка», испанской «пипа».
В более позднее время — испанская винная мера равная 33,562 ведрам (412,779 литра).